# Gerard Schwarz
Gerard Schwarz (Weehawken, 19 août 1947) est un chef d'orchestre et trompettiste américain. Il a été le directeur musical de l'Orchestre symphonique de Seattle de 1985 à 2011.
Il a également été directeur de la musique du Mostly Mozart festival au Lincoln Center, entre 1982 et 2001. De 2001 à 2006, il a été directeur musical de l'Orchestre philharmonique royal de Liverpool. Il a été directeur musical du Los Angeles Chamber Orchestra, de l'orchestre de chambre de New York et conseiller musical au Orchard Hall de Tokyo  avec le Philharmonique de Tokyo.
En 2007, Schwarz est nommé directeur musical du Festival de musique orientale en Caroline du Nord, après y avoir été chef principal dès 2005. Il a élargi le public de ce festival, le plus vaste de son histoire, amélioré l'enseignement et la programmation (notamment par un compositeur en résidence et trois nouvelles séries de concerts) et une collaboration accrue avec le festival d'été des Appalaches (An Appalachian Summer Festival), où il est artiste associé à la programmation de la musique symphonique.

## Biographie
Schwarz est né à Weehawken, New Jersey, de parents d'origine autrichienne. Il est diplômé de la New York High School of Performing Arts et de la Juilliard School. Il commence sa carrière musicale en tant que trompettiste, jouant jusqu'en 1973, en tant que première trompette de l'orchestre philharmonique de New York, sous la direction de Pierre Boulez ; mais il commence à diriger en 1966. En 1971, il remporte le Young Concert Artists International Auditions. Il a été directeur musical de plusieurs autres ensembles et plus particulièrement du Mostly Mozart Festival de New York, qu'il dirige de 1982 à 2001. Il a également été directeur musical de l'orchestre de chambre de Los Angeles de 1978 à 1986.

## Carrière
Schwarz est connu pour être un défenseur des compositeurs américains passés et présents. Il a à son actif plus de cent enregistrements, réalisés avec l'orchestre Symphonique de Seattle qui comprennent de nombreux ouvrages américains. Il a gagné ses lettres de noblesse en particulier pour ses enregistrements des symphonies et d'autres œuvres pour orchestre de Walter Piston, Howard Hanson, William Schuman, Alan Hovhaness et David Diamond. Parmi les autres orchestres qu'il a dirigé et avec qui il a enregistré, notons l'orchestre philharmonique tchèque, l'Orchestre de Philadelphie, le Orchestre philharmonique de Tokyo, l'Orchestre symphonique de la radio de Berlin et l'Orchestre national de France. En 2003, il enregistre deux concertos de Philip Glass : le Concerto pour violoncelle (avec Julian Lloyd Webber) et le Concerto pour deux timbales (avec Evelyn Glennie et Jonathan Haas à Liverpool). En 1989, il reçoit le Prix Ditson pour chef d'orchestre, en raison de son engagement pour l'interprétation de la musique américaine. Il a également enregistré l'ensemble des symphonies de Mahler et les poèmes symphoniques de Richard Strauss, avec l'Orchestre philharmonique royal de Liverpool.
Schwarz est remarqué pour renforcer l’engouement du public et le succès des orchestres : en 1983, lors de ses premiers concerts avec l'orchestre symphonique de Seattle, il y avait 5 000 abonnés ; en 2008, il y en avait 35 000. Il a également dirigé les efforts visant à construire un nouvel espace pour l'orchestre symphonique de Seattle, Benaroya Hall. Cependant, son style de leadership et de gestion de l'orchestre a également été très controversée parmi quelques musiciens.
En tant que trompette soliste, Schwarz a enregistré les concertos de Haydn et Johann Nepomuk Hummel pour Délos.
En 2011, le bloc autour de Benaroya Hall a été nommé « Gerard Schwarz Place ». Un portrait à l'huile de Schwarz par l'artiste Michele Rushworth, a été dévoilé et installé au Benaroya Hall en 2011.

## Prix
Parmi ses nombreux prix on peut citer celui du chef d'orchestre de l'année 1994 (le premier américain à remporter ce prix), 14 nominations aux Grammy et 5 propositions aux Emmy (dont 4 aboutissant aux victoires Emmy) pour son interprétation du Requiem de Mozart sur Live from Lincoln Center et des performances avec l'orchestre symphonique de Seattle sur la chaîne publique Public Broadcasting Service.
Il a reçu le Prix d'excellence pour la ville musicale de Seattle pour l'année 2010.

## Discographie
- Bloch, America°, Concerto grosso no 1* - Patricia Michaelian*, piano ; Chorale° et Seattle Symphony, dir. Gerard Schwarz (21 janvier 1992* et 1-2 juin 1993, Delos / Naxos 8.572743) (OCLC 29863194 et 781688800)
- Honegger, Symphonie no 2 - Charles Butler, trompette ; Seattle Symphony, dir. Gerard Schwarz (8-9 février 1993, Delos / Naxos) (OCLC 29349140 et 906159195)

Répertoire américain
- Copland, Concerto pour clarinette, Music for the Theatre, Quit City, Dance Panels - David Shifrin, clarinette ; New York Chamber Symphony, dir. Gerard Schwarz (1er janvier 1989, EMI CDC 7 49095 2) (OCLC 806484033)
- Diamond, Symphonies 1 à 8 ; Romeo & Juliet, Psalm, Kaddish pour violoncelle, The Enormous Room, Concerto pour violon no 2, Concerto pour petit orchestre - Ilkka Talvi, violon ; Seattle Symphony et New York Chamber Symphony, dir. Gerard Schwarz (1990/1992, 6CD Delos)
- Piston, Symphonie no 4, Capriccio pour harpe et orchestre à cordes, Three New England Sketches - Seattle Symphony, dir. Gerard Schwarz (7-8 janvier/1er mars/20 mai 1991, Delos / Naxos 8.559162) (OCLC 25684540 et 52733995)